# Palle Brunius
Palle Brunius (5 de noviembre de 1909 – 15 de mayo de 1976) fue un actor y director teatral y cinematográfico de nacionalidad sueca. 

## Biografía
Su nombre completo era Paul Gomer Brunius, y nació en Estocolmo, Suecia, siendo su padre el actor y director John W. Brunius y su madre la actriz y directora Pauline Brunius. A causa de la profesión de sus padres se inició muy joven en el mundo del espectáculo, participando en una decena de películas dirigidas por su padre o por su madre. Junto a Gösta Alexandersson y Lauritz Falk, fue uno de los principales actores infantiles del cine mudo sueco. También su hermana menor, Anne-Marie Brunius, fue actriz teatral y cinematográfica infantil.
Fue actor cinematográfico entre 1918 y 1925 (entre los 9 y los dieciséis años de edad), y después trabajó como actor y director teatral. Volvió en una ocasión al cine en 1934, con un papel de reparto en una película dirigida por su padre.
Además, entre 1957 y 1966 fue director de la programación teatral de Sveriges Radio.
Palle Brunius falleció en 1976 en Estocolmo, a los 66 años de edad. Fue enterrado en el Cementerio Galärvarvkyrkogården de esa ciudad, junto a su madre y su hermana.

## Filmografía
- 1918 : Mästerkatten i stövlar, de John W. Brunius
- 1919 : Synnöve Solbakken, de John W. Brunius
- 1920 : Trollsländan, de Pauline Brunius
- 1920 : Ombytta roller, de Pauline Brunius
- 1920 : Gyurkovicsarna, de John W. Brunius
- 1921 : Ryggskott, de Pauline Brunius
- 1921 : Lev livet leende, de Pauline Brunius
- 1924 : Herr Vinners stenåldersdröm, de Pauline Brunius
- 1925 : Karl XII, de John W. Brunius
- 1925 : Karl XII, del II, de John W. Brunius
- 1934 : Havets melodi, de John W. Brunius

## Teatro (selección)

### Actor
- 1930 : 18 år, de John Van Druten, dirección de Pauline Brunius, Teatro Oscar[4][5]

### Director
- 1931 : Peter Pan, de James Matthew Barrie, Teatro Oscar[6]

## Radioteatro
- 1954 : The Boy With a Cart, de Christopher Fry[7]